# Йондал
Йондал (норв. Jondal) — коммуна в губернии Хордаланн в Норвегии. Административный центр коммуны — город Йондал. Официальный язык коммуны — нюнорск. Население коммуны на 2007 год составляло 1047 чел. Площадь коммуны Йондал — 209,94 км², код-идентификатор — 1227.

## История населения коммуны
Население коммуны за последние 60 лет.

Статистика коммуны Йондал